# Хана (аэропорт)
Аэропорт Хана (англ. Hana Airport, гав. Kahua Mokulele o Hāna) — аэропорт, расположенный на северо-восточной стороне острова Мауи, в пяти километрах от города Хана, штат Гавайи, США.
Аэропорт принадлежит и управляется министерством транспорта штата Гавайи.

## История
Когда аэропорт Хамоа в Хане был объявлен слишком маленьким для нынешних самолётов и не мог быть расширен из-за наземных условий, было сочтено, что время, затрачиваемое на поездку по шоссе, плюс рост населения и рост отеля Hana-Maui оправдывают регулярные рейсы. операции в этом районе.
В 1945 году было предложено построить новую взлётно-посадочную полосу в окрестностях поселения Хана, так как маленький аэропорт Хамоа не мог принимать новые, более крупные самолёты, а также не мог быть увеличен. Планировалось, что новый аэропорт также сделает район Хана центром туризма и отдыха.
В ноябре 1946 года был создан план строительства нового аэропорта, в том числе взлетно-посадочной полосы размером 1200 на 150 метров.
Строительство нового аэропорта началось 16 ноября 1948 года.
12 декабря 1949 года началось строительство небольшого пассажирского терминала и отдельного грузового терминала. Строительство выполнялось обслуживающей бригадой из аэропорта Мауи.
11 мая 1950 года было заключён контракт на асфальтирование взлётно-посадочной полосы аэропорта.
11 ноября 1950 года аэропорт Хана был официально открыт.
С 1951 года в аэропорту начала работу авиакомпания «Hawaiian Airlines», которая постепенно увеличивала частоту рейсов.

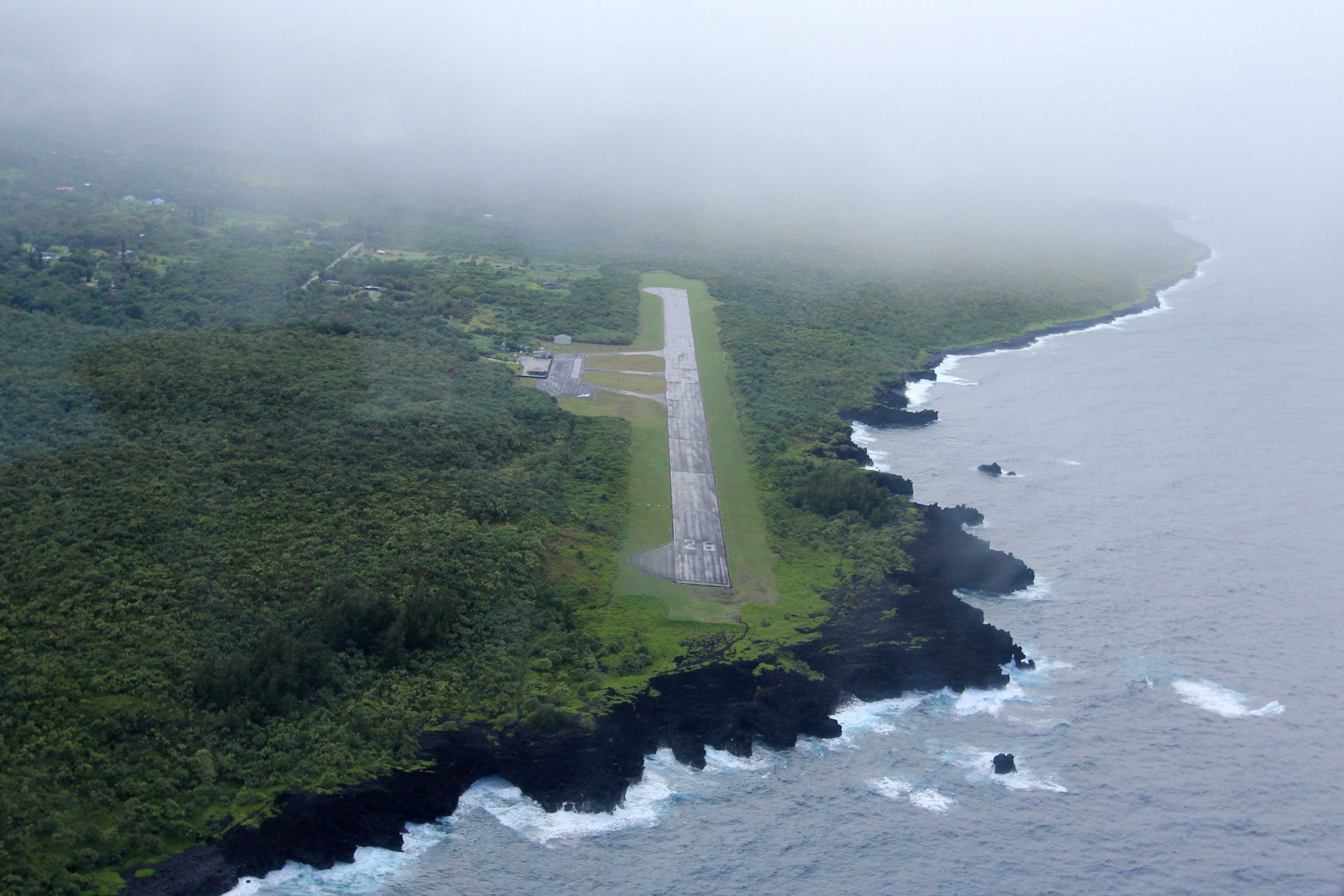
Вид на аэропорт
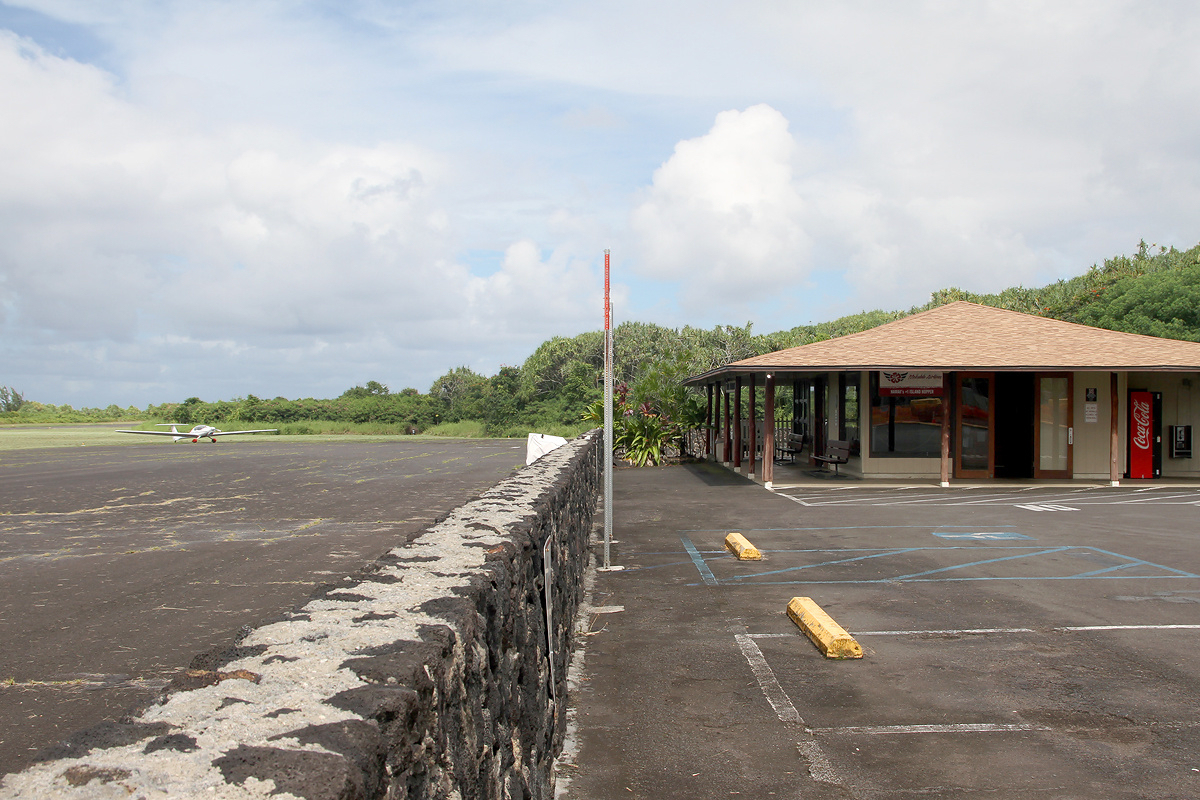
Терминал аэропорта в 2015 году

## Авиакомпании и направления
В аэропорт выполняют рейсы авиакомпании Mokulele Airlines и Pacific Wings. Основное направление полётов — Гонолулу.